# Rengat Japura Airport
Rengat Japura Airport (indonesiska: Bandar Udara Japura) är en flygplats i Indonesien.   Den ligger i provinsen Kepulauan Riau, i den västra delen av landet, 800 km nordväst om huvudstaden Jakarta. Rengat Japura Airport ligger 18 meter över havet.
Terrängen runt Rengat Japura Airport är platt. Runt Rengat Japura Airport är det ganska glesbefolkat, med 48 invånare per kvadratkilometer. Omgivningarna runt Rengat Japura Airport är en mosaik av jordbruksmark och naturlig växtlighet.